# Primera División 1988-1989 (Venezuela)
La Primera División 1988-1989 fu la 69ª edizione della massima serie del campionato venezuelano di calcio, e fu vinta dal Mineros de Guayana.

## Avvenimenti
Il Mineros de Guayana vinse il primo titolo della sua storia, superando di un punto il Pepeganga Margarita, formazione alla sua seconda stagione in massima serie dopo la promozione ottenuta nel 1986-1987. A retrocedere in seconda serie furono il Peninsulares de Araya, il Deportivo Anzoátegui e l'Arroceros de Calabozo.

## Partecipanti
- Arroceros
- Atl. Zamora
- Caracas
- Dep. Anzoátegui
- Deportivo Italia
- Est. Mérida
- Galicia de Caracas
- Marítimo de V.
- Minervén
- Mineros
- Peninsulares
- Pepeganga M.
- Portuguesa FC
- Unión Táchira
- UD Lara
- U. de Los Andes

## Classifica finale
|                      | Pos. | Squadra            | Pt | G  | V  | N  | P  | GF | GS | DR  |
| -------------------- | ---- | ------------------ | -- | -- | -- | -- | -- | -- | -- | --- |
| Venezuela (bandiera) | 1.   | Mineros            | 46 | 30 | 18 | 10 | 2  | 68 | 26 | +42 |
|                      | 2.   | Pepeganga M.       | 45 | 30 | 19 | 7  | 4  | 54 | 24 | +30 |
|                      | 3.   | Marítimo de V.     | 41 | 30 | 17 | 7  | 6  | 40 | 23 | +17 |
|                      | 4.   | Atl. Zamora        | 36 | 30 | 13 | 10 | 7  | 45 | 20 | +25 |
|                      | 5.   | Unión Táchira      | 34 | 30 | 13 | 9  | 8  | 68 | 34 | +34 |
|                      | 6.   | U. de Los Andes    | 34 | 30 | 13 | 8  | 9  | 38 | 40 | -2  |
|                      | 7.   | Minervén           | 33 | 30 | 9  | 15 | 6  | 37 | 32 | +5  |
|                      | 8.   | Caracas            | 32 | 30 | 11 | 10 | 9  | 51 | 39 | +12 |
|                      | 9.   | Portuguesa FC      | 30 | 30 | 12 | 6  | 12 | 36 | 35 | +1  |
|                      | 10.  | Deportivo Italia   | 29 | 30 | 11 | 7  | 12 | 36 | 35 | +1  |
|                      | 11.  | Est. Mérida        | 28 | 30 | 9  | 10 | 11 | 39 | 32 | +7  |
|                      | 12.  | UD Lara            | 27 | 30 | 10 | 7  | 13 | 35 | 37 | -2  |
|                      | 13.  | Galicia de Caracas | 24 | 30 | 5  | 14 | 11 | 25 | 40 | -15 |
|                      | 14.  | Dep. Anzoátegui    | 22 | 30 | 7  | 8  | 15 | 20 | 45 | -25 |
|                      | 15.  | Arroceros          | 9  | 30 | 2  | 5  | 23 | 26 | 90 | -64 |
|                      | 16.  | Peninsulares       | 9  | 30 | 2  | 5  | 23 | 21 | 83 | -62 |

Legenda:

         Campione del Venezuela 1988-89 e qualificato alla Coppa Libertadores 1990
         Qualificato alla Coppa Libertadores 1990
Note:
Due punti a vittoria, uno a pareggio, zero a sconfitta.

## Statistiche

### Classifica marcatori
| Gol |  |  | Giocatore          | Squadra |
| --- |  |  | ------------------ | ------- |
| 24  |  |  | Johnny Castellanos | Mineros |